# Dumortieraceae
Dumortieraceae é uma família da divisão monofilética Marchantiophyta (hepáticas), dentro da superdivisão Bryophyta (ou Briófita), onde se encontram as plantas terrestres avasculares.
Dumortieraceae pertence ao grupo das hepáticas, que são plantas avasculares com ciclo de vida com alternância de gerações. Assim como as demais briófitas, os indivíduos de Dumortieraceae se estabelecem melhor em locais úmidos e sombreados. É uma família que se distribui por regiões tropicais e subtropicais, podendo ser encontrada também em regiões temperadas.

## Diversidade taxonômica
Dumortieraceae é uma família com apenas uma única espécie, a Dumortiera hirsuta.
Existem estudos apontando para a possível existência de uma nova espécie pertencente à família Dumortieraceae, a Dumortiera trychocephala Nees que ainda é considerada uma espécie duvidosa, pois ainda não existem dados suficientes para que ela seja aceita como uma segunda espécie da família.

## Morfologia
Dumortieraceae é representada por plantas não vasculares, pertencente às hepáticas,  podendo possuir gametófito taloso ou folhoso, sem pigmentação púrpura. Possuem epiderme com câmaras de ar rudimentares ou ausentes, sem poros, escamas ventrais em duas pequenas fileiras, sem papilas; conceptáculos ausentes, arquegônios pedunculados, invólucro tubular e esporos tuberculados, com receptáculos femininos elevados. A espécie Dumortiera hirsuta possui células com organelas de glóbulos lipofílicos que recebem o nome de corpos oleosos.

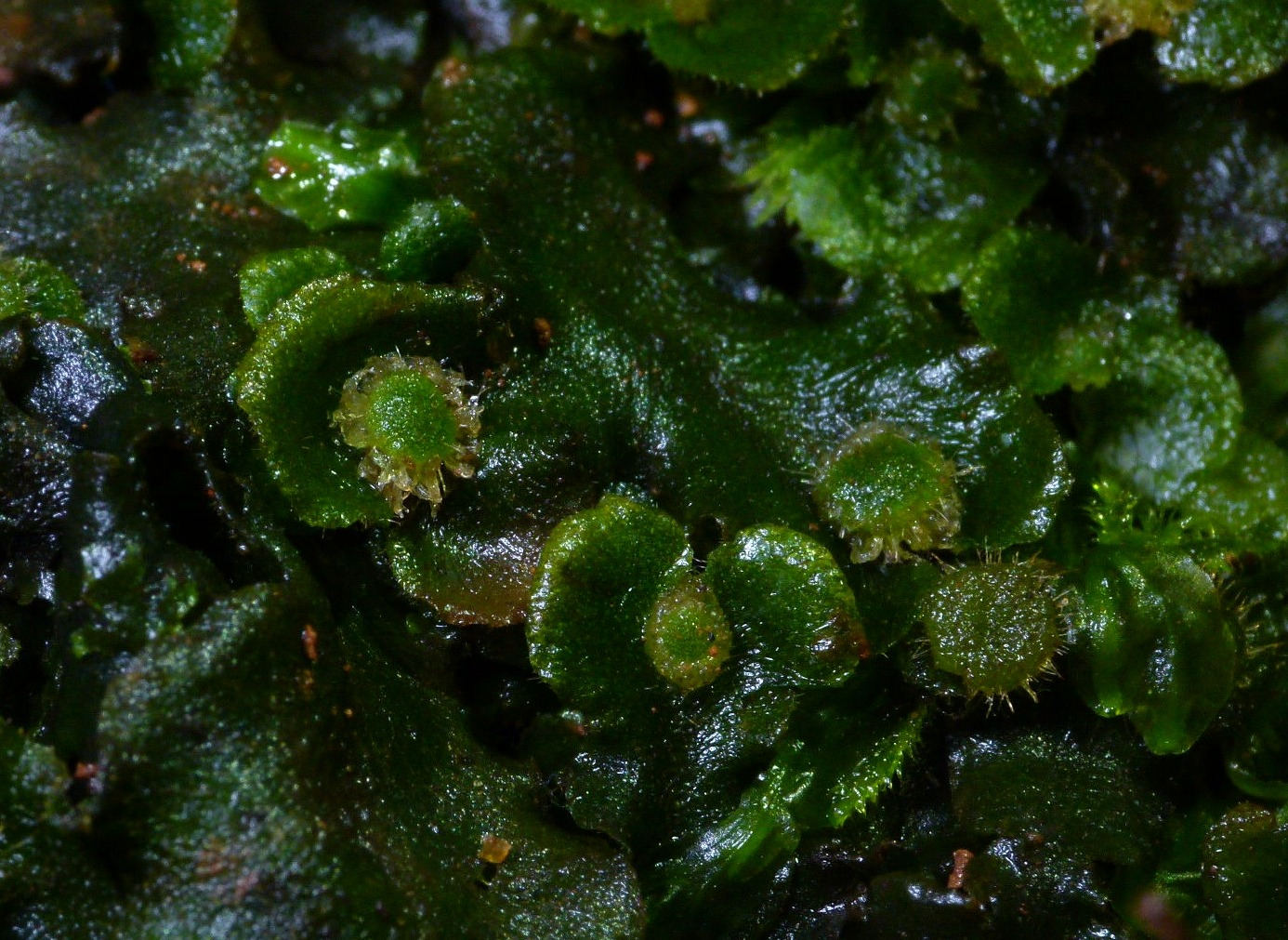
D. hirsuta com receptáculos femininos

O carpocéfalo é um órgão que possui apêndices pilosos, sendo sustentado por um pedúnculo com dois grupos de rizóides na face ventral do talo. Esse órgão se transformou para originar os esporângios e até anterídios, a partir de parte da folhagem ou de um ramo inteiro.  Essa característica é única que permite inferir uma possível dorsoventralidade nessa planta. 
Possui um ou dois esporófitos que atingem a maturidade. O esporófito consiste em um pé em forma de âncora, uma cerda coluna maciça e uma cápsula oval, achatada na extremidade basal. O esporo maduro originado a partir do esporófito tem formato triédrico e possui exina papilada ao seu redor. Quando o talo atinge a maturidade, ele não apresenta lacunas e não há uma divisão clara entre a clorofilose (enzimas que degradam a clorofila) e as células incolores, localizadas quase no centro do talo, além de que o talo dessas plantas não possuem escamas ventrais.
Dumortieraceae se diferencia das outras divisões de briófitas ao possuírem o gametófito achatado dorsoventralmente. Além disso, seus rizóides são unicelulares e não possuem estômatos em sua cápsula.

## Relações Filogenéticas
Com base em análises filogenéticas, D. hirsuta foi realocada em Dumortieraceae, vinda de Marchantiaceae, por conta dos clados parafiléticos. Isso a tornou a única espécie da família. 
Essa reorganização é possível porque as análises recentes utilizaram um número limitado de marcadores e essas mostraram que a D. hirsuta está na segunda família basal da ordem Marchantiales. A partir de estudos utilizando sequências completas do genoma do cloroplasto, será possível obter, futuramente, uma melhor relação filogenética em Marchantiales.

## Ocorrência no Brasil
A única espécie de Dumortieraceae é encontrada no Brasil com maior ocorrência nas regiões Sul e Sudeste do país, não sendo uma espécie endêmica, devido à sua presença em outras regiões do mundo, principalmente em regiões tropicais e temperadas, úmidas e mais quentes.  
Apesar de ser encontrada principalmente nas regiões sul e sudeste do Brasil, a D. hirsuta também pode ser encontrada em alguns outros estados brasileiros como Acre e Goiânia.